# Đại tá Toon
Đại tá Toon, còn được viết là Colonel Toon hay Tomb, thậm chí được viết là Nguyen Toon hoặc phiên âm Việt là Nguyễn Tuân, là một huyền thoại về phi công tiêm kích của Không quân Nhân dân Việt Nam. Được cho là đã hạ 13 máy bay Mỹ, ông đã bị bắn rơi vào ngày 10 tháng 5 năm 1972, bởi Đại úy Hải quân Randy "Duke" Cunningham (phi công) và Trung úy Hải quân William "Irish" Driscoll (hoa tiêu) trên chiếc F-4 Phantom II của Hải quân Hoa Kỳ.

## Huyền thoại ra đời
Trong thời gian diễn ra những cuộc đối đầu giữa Không quân Nhân dân Việt Nam và các phi công của Hải quân Hoa Kỳ, các phi công Mỹ thường xuyên ghi nhận hình ảnh chiếc máy bay MiG-17 mang số hiệu 3020, cũng như chiếc MiG-21 mang số hiệu 4326, với ký hiệu 13 ngôi sao đỏ trên mũi, biểu hiện cho việc đã bắn hạ 13 máy bay của đối phương. Các phi công Mỹ cho rằng những chiếc máy bay đó do một phi công của Không quân Nhân dân Việt Nam điều khiển. Trong những lần bắt được tín hiệu liên lạc trao đổi giữa mặt đất hoặc giữa các phi công với nhau, họ thường xuyên nghe thấy từ "Toon" hoặc "Tomb" thường xuyên được lặp đi lặp lại. Họ cho rằng đấy là tên của người phi công huyền thoại. Từ đó huyền thoại về người phi công siêu cấp có biệt danh là "Toon" ra đời.
Sự ám ảnh của các phi công Mỹ đối với "Toon" suốt từ năm 1967 đến 1972. Trong những cuộc trao đổi với nhau, họ liên tục thêm thắt vào cái tên huyền thoại này. "Toon" được "phong" cấp bậc "đại tá", thậm chí gán cho cái họ "Nguyen" rất đặc thù Việt Nam. Một số tài liệu còn ghi rõ tên Việt của ông là "Nguyễn Tuân". Những lời đồn đại này đã ảnh hưởng không ít đến tâm lý của các phi công Mỹ, dẫn đến việc vội vã ném bom khi chưa đến mục tiêu, hoặc lảng tránh không chiến khi thấy MiG xuất hiện.
Mãi đến ngày 10 tháng 5 năm 1972, chiếc MiG-17 mang số hiệu 3020 đã bị chiếc F-4 Phantom II của Hải quân Hoa Kỳ do Đại úy Randy "Duke" Cunningham (phi công) và Trung úy William "Irish" Driscoll (hoa tiêu) bắn hạ. Từ đó, huyền thoại về "Đại tá Toon" trong các phi công Hải quân Mỹ mới kết thúc.

## Huyền thoại không được xác định
Trên thực tế, phía Việt Nam không đưa các phi công có cấp bậc Thiếu tá trở lên để tham gia không chiến. Một số người cho rằng đây là phi công Đinh Tôn hoặc Phạm Tuân, là những phi công có tên gọi gần âm với "Toon". Tuy nhiên, đây lại là những phi công được huấn luyện chuyên cho tập kích B-52 chứ không thiên về không chiến, do đó số máy bay bắn hạ được của họ cũng chưa đủ để xếp vào nhóm Ace (Ách).
Thông thường, các phi công Mỹ chỉ điều khiển riêng một máy bay, trừ trường hợp máy bay bị bắn hạ hoặc bị hỏng thì họ mới chuyển sang điều khiển máy bay khác. Ngược lại, do số lượng máy bay rất ít, các phi công Việt Nam thường thay phiên nhau sử dụng chung máy bay để chiến đấu. Hầu hết các máy bay có số lần bắn hạ đối phương cao đều là chiến công của nhiều phi công khác nhau điều khiển nó. Điều này dẫn đến sự ngộ nhận của phi công Hải quân Mỹ để hình thành nên "Đại tá Toon".
Theo một số nhà nghiên cứu, cái tên "Toon" hoặc "Tomb" không hẳn là một cái tên Việt Nam. Họ cho rằng đấy có thể chỉ là một tín hiệu nhiễu vô tuyến thường xuyên xuất hiện, do được lặp đi lặp lại nhiều lần nên các phi công Mỹ bị nhầm lẫn đấy là tên của người phi công. Trên thực tế, trong trao đổi liên lạc giữa mặt đất và các phi công Việt Nam không bao giờ sử dụng tên thật mà chỉ sử dụng các bí danh để chỉ phi đội hoặc các vị trí máy bay.

## Sự thật huyền thoại
Mãi sau chiến tranh, một số thông tin được phía Việt Nam công bố. Theo đó, chiếc máy bay MiG-17F mang số hiệu 3020, là thuộc trung đoàn 923 Yên Thế. Chiếc máy bay này có màu sơn xanh loang lổ, được các phi công Mỹ thường gọi là Green Snake theo màu sơn của những chiếc máy bay cùng loại. Chiếc máy bay này được nhiều phi công đã thay phiên nhau điều khiển nó và họ đã bắn hạ ít nhất 8 máy bay đối phương bằng chính chiếc máy bay này. Hai trong số các phi công đó được xác định là Nguyễn Văn Bảy (có biệt danh là Bảy A) và Lê Hải. Cả hai đều là phi công xếp hạng Ace: Nguyễn Văn Bảy được xác nhận bắn hạ 7 máy bay đối phương, Lê Hải bắn hạ 6. Cả hai người về sau đều được phong Anh hùng, đều còn sống đến sau chiến tranh và đều được phong cấp Đại tá. Còn người phi công đã bị Randy "Duke" Cunningham và William "Irish" Driscoll bắn hạ thì không có thông tin nào được công bố.
Riêng về chiếc MiG-21PF mang số hiệu 4326, hiện được trưng bài tại bảo tàng không quân phía nam, (87 Thăng Long phường 4 quận Tân Bình TP.HCM).Trước đây là ở bảo tàng phòng không sân bay Bạch Mai-Hà Nội, từng thuộc trung đoàn 921 Sao Đỏ. Chiếc máy bay này cũng được xác nhận là do nhiều phi công luân phiên sử dụng và đã từng hạ được 13 máy bay đối phương trong đó có B52.
Về sau, trong đó có 6 phi công từng điều khiển máy bay này được phong Anh hùng, trong đó có cả có phi công Nguyễn Văn Cốc được xác nhận là bắn hạ 9 chiếc đối phương (Mỹ thừa nhận 7), cao nhất Không quân Việt Nam.
Tuy nhiên, kỷ lục của Không quân Nhân dân Việt Nam lại thuộc về chiếc MiG-21 PF số hiệu 4324 thuộc đoàn 921, được sử dụng bởi 12 phi công khác nhau, từng cất cánh chiến đấu 69 lần, tiếp chiến 22 lần, khai hỏa 25 quả tên lửa đối không, bắn hạ 14 máy bay Mỹ trong khoảng thời gian tháng 11 năm 1967 đến tháng 5 năm 1968. Đây là chiếc máy bay "may mắn" vì không chỉ nó có số lượng máy bay do nó bắn hạ cao nhất (14 chiếc) mà 3/4 phi công điều khiển đều từng bắn hạ đối phương. Trong số 12 phi công đã từng điều khiển máy bay này, có chín người đã bắn hạ máy bay đối phương, 8 phi công đạt đẳng cấp Ace, 7 người được tuyên dương anh hùng, 5 người trở thành tướng lĩnh. Hiện nay máy bay này đang được trưng bày tại Bảo tàng Lịch sử quân sự Việt Nam ở Hà Nội.
Sau khi Việt Nam thực hiện chính sách mở cửa, một số cựu phi công Mỹ sang thăm Việt Nam để tìm hiểu và đã xác nhận Đại tá Toon chỉ là một nhân vật tưởng tượng của các phi công Mỹ và thường xuyên được họ đưa ra làm đề tài chuyện phiếm. Như là một sự khâm phục của các phi công Mỹ, Đại tá Toon là một sự tổng hợp của các phi công giỏi của Việt Nam, giống như những "nghệ sĩ sôlô" ném bom đơn độc ban đêm trong Thế chiến thứ hai được gọi là "máy giặt Charlie" vậy.